# Eric Snell
Eric Snell (Guernsey, Illes del Canal, 1953) és un artista contemporani, actualment director del Programa de Residència per a Artistes Internacionals (en anglès: International Artist in Residence Program).

## Biografia
Finalitzats els seus estudis al Col·legi d'Arts de Hornsey (Hornsey College of Art) treballà a Londres durant nou anys com docencent, per posteriorment traslladar-se a Berlín el 1985 amb una beca d'investigació. El 1985 va exposar a l'Espai 10 de la Fundació Joan Miró. El 1992 es trasllada a París com a convidat del programa de la Cité Internationale des Arts i després es desplaça a Nou Mèxic on va ser convidat a formar part en el programa Roswell Artist in Residence. Mitjançant una beca del Consell de Brisbane va crear una instal·lació anomenada View through to the other side of the world que connectava la galeria principal de l'escola d'Art local a Guernsey amb el hall del Judith Centre a Brisbane i que va ser inaugurada el setembre de 2004. Aquest controvertit projecte va generar una gran polèmica i es va mantenir exposat com instal·lació temporal fins a finals del 2004. El seu treball ha estat exposat a Europa, Nord Amèrica i Japó. Està casat amb Joanna Littlejohns amb la qual té una filla.